# بابا آدامو
بابا آدامو (انگلیسی: Baba Adamu؛ زادهٔ ۲۰ اکتبر ۱۹۷۹) بازیکن فوتبال اهل غنا بود.
از باشگاه‌هایی که در آن بازی کرده است می‌توان به باشگاه فوتبال روستوف، باشگاه فوتبال مسکو، باشگاه فوتبال کریلیا سووتوف سامارا، باشگاه فوتبال چرنومورتس نووراسییسک، باشگاه فوتبال الهلال، باشگاه ورزشی ساکاریاسپور، باشگاه فوتبال الشباب امارات، باشگاه فوتبال دینامو مینسک، باشگاه فوتبال لوکوموتیو مسکو، و باشگاه فوتبال النصر امارات اشاره کرد.
وی همچنین در تیم ملی فوتبال غنا بازی کرده است.